# Oukhtpetchlag
L'Oukhtpetchlag était un complexe de camps de travail forcé situé dans la République des Komis en URSS. Administré par le Goulag, l'Oukhtpetchlag (Vorkouta-Petchora-Oukhta) utilisait 51 000 détenus dans des mines, à la construction de routes et dans l'exploitation forestière ou pétrolière. C'était l'un des premiers complexes du premier plan quinquennal. Les détenus de l'Oukhtpetchlag ont construit la ville d'Oukhta.